# Dodge Neon
La Dodge Neon est une voiture du constructeur automobile américain Dodge produite de 1994 à 2005 et depuis 2016.
Les deux premières générations de Neon, sont aussi connues sous les noms de SX 2.0 et Dodge SRT4. Elles sont vendues par les marques Plymouth, Chrysler et Dodge, trois marques de Chrysler Corporation.
La troisième génération, produite depuis 2017 est issue du projet Fiat Aegea et correspond à la Fiat Tipo.

## Première génération (1994-1999)
La première génération de la Neon est introduite en janvier 1994, et fabriquée jusqu'en août 1999. Elle était disponible en berline quatre portes et en coupé deux portes. Les moteurs disponibles étaient les versions SOHC et DOHC du moteur 4 cylindres de 2,0 L de Chrysler produisant 134 ch (98 kW) à 6 000 tr/min et 175 N m à 5 000 tr/min ou 152 ch (112 kW) à 6 500 tr/min et 180 N m à 5 600 tr/min, respectivement; les boites de vitesses proposées étaient une automatique à 3 vitesses TorqueFlite ou une manuelle à cinq vitesses.

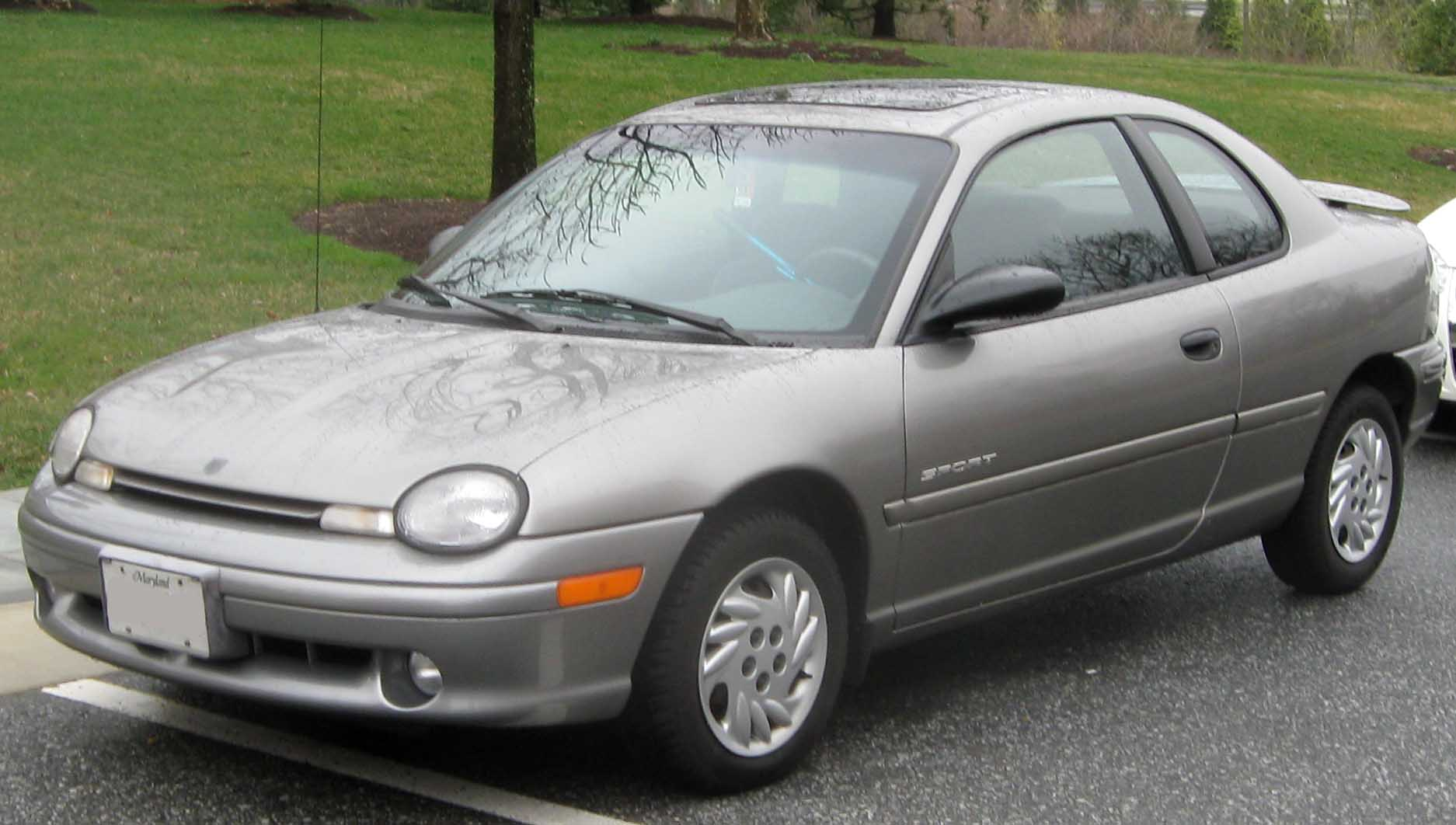
Une Dodge Neon Coupé.

### Histoire et conception
La voiture a été badgée et vendue à la fois comme une Dodge et une Plymouth aux États-Unis et au Canada; au Mexique, elle a été vendue sous les noms de Dodge et Chrysler, et en Europe, et en Australie et sur d'autres marchés d'exportation, elle a été vendue sous le nom de Chrysler Neon. Lors de la sortie de la Neon, le président de la Chrysler Corporation, Bob Lutz, a déclaré: "Il y a un vieux dicton à Detroit:" Bon, rapide ou bon marché. Choisissez-en deux." Nous refusions d'accepter cela". La presse japonaise a présenté la Neon comme la "tueuse de voitures japonaises", en raison de la montée en flèche du Yen et du coût de production inférieur de la Neon. La Neon est également la première voiture compacte de Chrysler vendue au Japon. La Neon obtenu des critiques positives pour son apparence, son prix et sa puissance par rapport aux voitures concurrentes telles que la Honda Civic DX de 103 ch (76 kW), la Civic EX de 129 ch (95 kW), la Nissan Sentra à 117 ch (86 kW), la Ford Escort ZX2 de 132 ch (97 kW), la Toyota Corolla de 117 ch (86 kW), la Saturn S-Series de 101 ch (75 kW) pour les variantes SOHC et 126 ch (92 kW) pour les variantes DOHC, et les modèles Chevrolet Cavalier Base et LS de 122 ch (89 kW), entre autres.

### Équipements
Initialement, la Neon était disponible dans de nombreuses couleurs vives, notamment le jaune-vert Nitro, le bleu Lapis, l'Aqua et le Magenta. Les choix de couleurs sont devenus plus modérés pour 1998-1999, la majorité des acheteurs ayant opté pour des tons plus conventionnels.
Sur le marché australien, la Chrysler Neon est disponible en deux modèles, la SE et la LX, mieux équipée. En 1999, le modèle LX a été remplacé par la LE.
Au Japon, seule la berline était proposée. Elle était très similaire à celle vendue sur le marché australien, équipée de clignotants orange à côté des feux arrière pour se conformer à la réglementation japonaise et d'un clignotant latéral installé dans l'aile derrière le passage de roue avant.
Aux États-Unis, la gamme a commencé avec les finitions Base, Highline et Sport, avec différents styles et options dans chaque finition, mais leurs noms ont changé fréquemment (les autres lignes de finition comprenaient Expresso, SE, ES, SXT, ACR et R/T).
En Europe, la voiture était également disponible avec un moteur de 1,8 L de 117 ch (86 kW). L'Europe a reçu un modèle en édition limitée, la CS uniquement disponible en peinture Platine. Elle était équipée du moteur SOHC de 134 ch (98 kW) qui équipait également la Chrysler Stratus, d'une suspension de spécification américaine R/T (légèrement plus basse, 3,5 cm à l'arrière, 2,7 cm à l'avant), d'un spoiler arrière, de jantes en alliage uniques, d'un intérieur cuir, d'une double sortie d'échappement en acier inoxydable, d'un changeur de six CD et d'une boîte de vitesses manuelle à 5 vitesses plus courte
.

### Motorisations
- 117 ch (86 kW) à 5 750 tr/min, 1,8 litre SOHC 4 cylindres (Europe)
- 134 ch (98 kW) à 6 000 tr/min, 2 litres SOHC 4 cylindres
- 152 ch (112 kW) à 6 500 tr/min, 2 litres DOHC 4 cylindres

### Finitions
Plymouth Neon : 1995 - 1999
- base, 1995 - 1997
- Highline, 1995 - 1999
- Sport, 1995 - 1996
- Expresso, 1996 - 1999
- EX, 1998 - 1999
- Competition, 1998 - 1999
- Style, 1998

Dodge Neon : 1995 - 1999
- base, 1995 - 1997
- Sport, 1995 - 1999
- EX, 1998 - 1999
- Competition, 1998 - 1999
- R/T, 1998 - 1999

Chrysler Neon (Europe) : 1995 - 1999
- SE, 1995 - 1999
- LX, 1995 - 1999
- CS, 1998 (Europe)

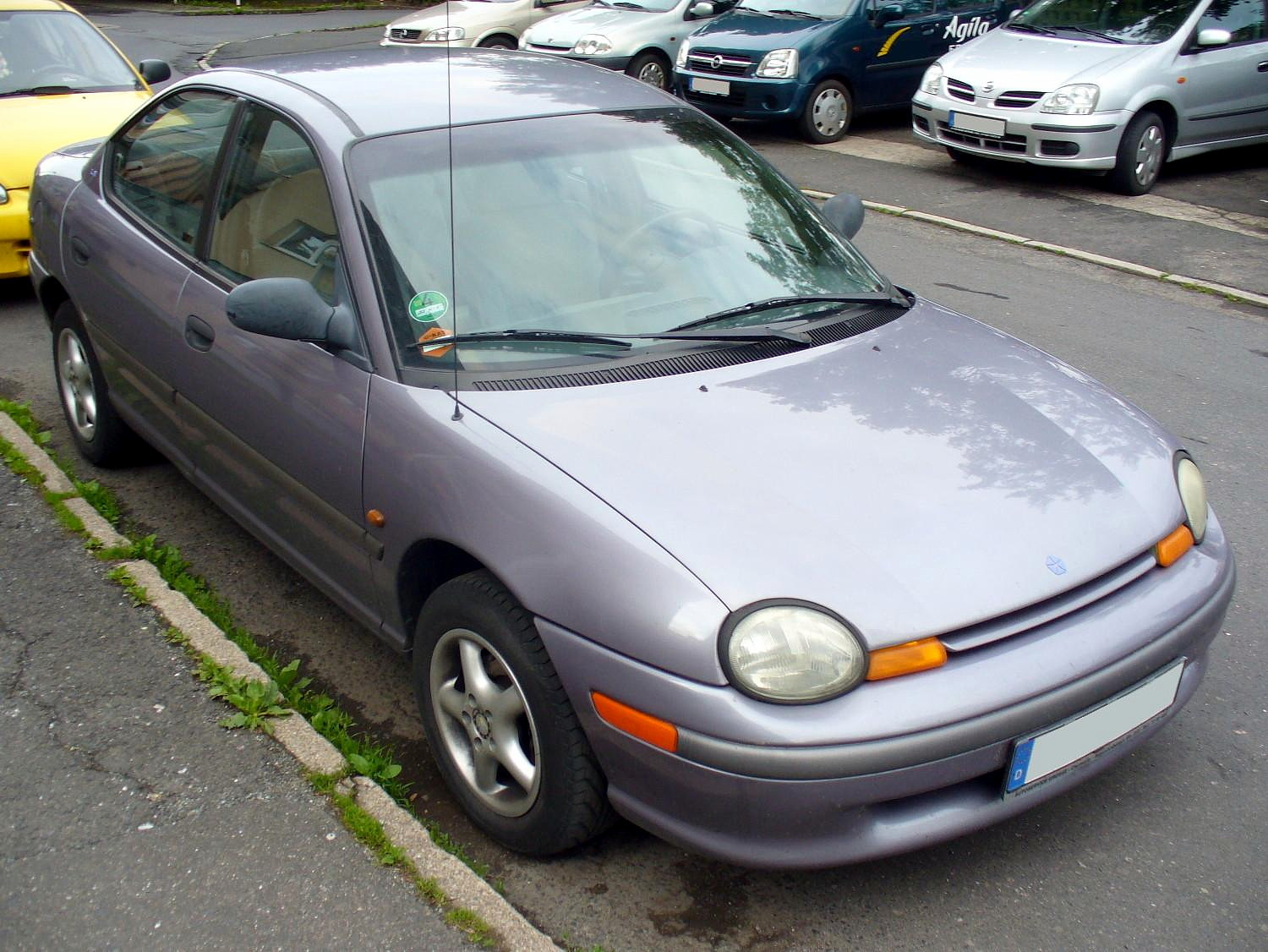
Chrysler Neon I

## Deuxième génération (1999 - 2005)
Le modèle de deuxième génération a commencé sa commercialisation en 2000 et la production s'est terminée en 2005. La Neon de deuxième génération n'était disponible qu'en berline quatre portes. 

### Conception
Dans certaines régions, y compris aux États-Unis, le seul moteur était le moteur SOHC de 2,0 L, la puissance restant à 134 ch (98 kW). Une configuration de moteur Magnum en option (avec un collecteur d'admission actif et d'autres révisions du moteur pour augmenter la puissance) produisait 152 ch (112 kW).
La deuxième génération était globalement plus raffinée que la voiture de première génération.
En 2000, la version R/T est revenue après une interruption d'un an. La R/T se composait d'un nouveau moteur SOHC Magnum 2,0 L de 152 ch (112 kW), de roues de 16 pouces, d'un becquet, de deux embouts d'échappement chromés, d'un boîtier de direction plus direct et de ressorts plus rigides. De 2000 à 2003, la R/T a été vendue sous la marque Chrysler au Royaume-Uni. Les voitures SE et ES se différenciaient visuellement des R/T par l'absence de double échappement, de moulures inférieures R/T, de phares antibrouillards et de pare-chocs avant exclusif. La SE et l'ES n'étaient équipées que du moteur de 134 ch (98 kW) du modèle de base et étaient disponibles avec une transmission automatique (contrairement au modèle R/T, en manuel uniquement). 2001 a été la dernière année pour la Plymouth Neon, ainsi que pour la marque Plymouth. La dernière Plymouth Neon, qui était également la dernière Plymouth jamais produite (une berline argentée à quatre portes), est sortie de la chaîne de montage le 28 juin 2001.
Les anciennes Dodge et Plymouth Neon ont été brièvement vendues sous le nom de Chrysler au Canada de 1999 à 2002, jusqu'à ce qu'elles soient renommées Dodge SX 2.0 pour 2003. Comme auparavant, en Europe, en Australie, au Mexique, en Asie et en Amérique du Sud, elles ont continué à être vendues comme Chrysler, car les voitures de tourisme Dodge et Plymouth n'étaient pas commercialisées en dehors des États-Unis et du Canada à l'époque. Outre le moteur 2,0 L, elle utilisait l'unité Tritec 1,6 L présente également dans les Mini d'avant 2007. Le 1,6 L est une variante du moteur SACT 2,0 L conçu par Chrysler et construit par Tritec.
À l'origine, la Neon de deuxième génération comportait une transmission manuelle à cinq vitesses utilisant les anciens rapports de démultiplication de l'ancienne version ACR pour améliorer l'accélération. Cependant, cette démultiplication engendrait une hausse de la consommation d'essence, et rendait la voiture plus bruyante sur l'autoroute, et finalement, les rapports de démultiplication d'origine ont été restaurés. Une boîte automatique à quatre vitesses (41TE) a été proposée dans la Neon pour 2002, et de 2003 à 2005, la Neon a reçu une boite à quatre vitesses 40TE mise à jour, remplaçant l'ancienne 31TH à 3 vitesses.
La Chrysler Neon a été renommée Dodge SX 2.0 au Canada pour 2003 et vendue chez les concessionnaires Dodge. En Australie et au Canada, la Chrysler Neon a été abandonnée en 2002.
La Neon a été redessinée en 2003, avec de grands phares croisés et une calandre en croix pour la rapprocher esthétiquement davantage à la Dodge Caravan et à la Dodge Stratus.
Le modèle ACR a été abandonné en 2003, le modèle R/T en 2004. La Chrysler Neon a continué à être vendue en Europe jusqu'en 2004.
Au Brésil, la Neon était commercialisée comme une berline haut de gamme compacte; pour le Mexique, c'était une concurrente de la Ford Escort, et vendue comme Chrysler avec le moteur 1,6 ou 2,0 L et des feux arrière de style européen (avec des voyants orange séparés), à l'exception du modèle R/T, qui était une Dodge, avec feux arrière de style américain.
Pour le marché néerlandais, la Neon s'est avérée plus efficace que pour le reste du continent. Les niveaux de finition étaient 2.0 LX et 2.0 SE. Cependant, certaines versions importées grises provenaient du Mexique.
Sur des marchés comme l'Australie, la gamme Neon a été réduite aux modèles 2.0 LX ou 2.0 SE.
Cette génération fut proposée au Japon de 1999 à 2001. La version japonaise était construite avec un intérieur en cuir et a été commercialisée comme une petite voiture de luxe auprès des consommateurs japonais. En 2002, la Neon a été remplacé par le Chrysler PT Cruiser au Japon.
DaimlerChrysler a arrêté la Neon en 2005, avec les voitures finales assemblées le 23 septembre 2005 à l'usine d'assemblage de Belvidere, Illinois. La Neon a été remplacée au printemps 2006 par la Dodge Caliber, qui est basée sur la plate-forme partagée Chrysler / Mitsubishi Motors GS. Comme la Neon, la Caliber avait une variante SRT-4, mais comme la Caliber standard, elle utilisait un moteur complètement différent. L'usine de Belvidere a subi un réoutillage pour les Caliber, Jeep Compass et Patriot.

### SRT-4

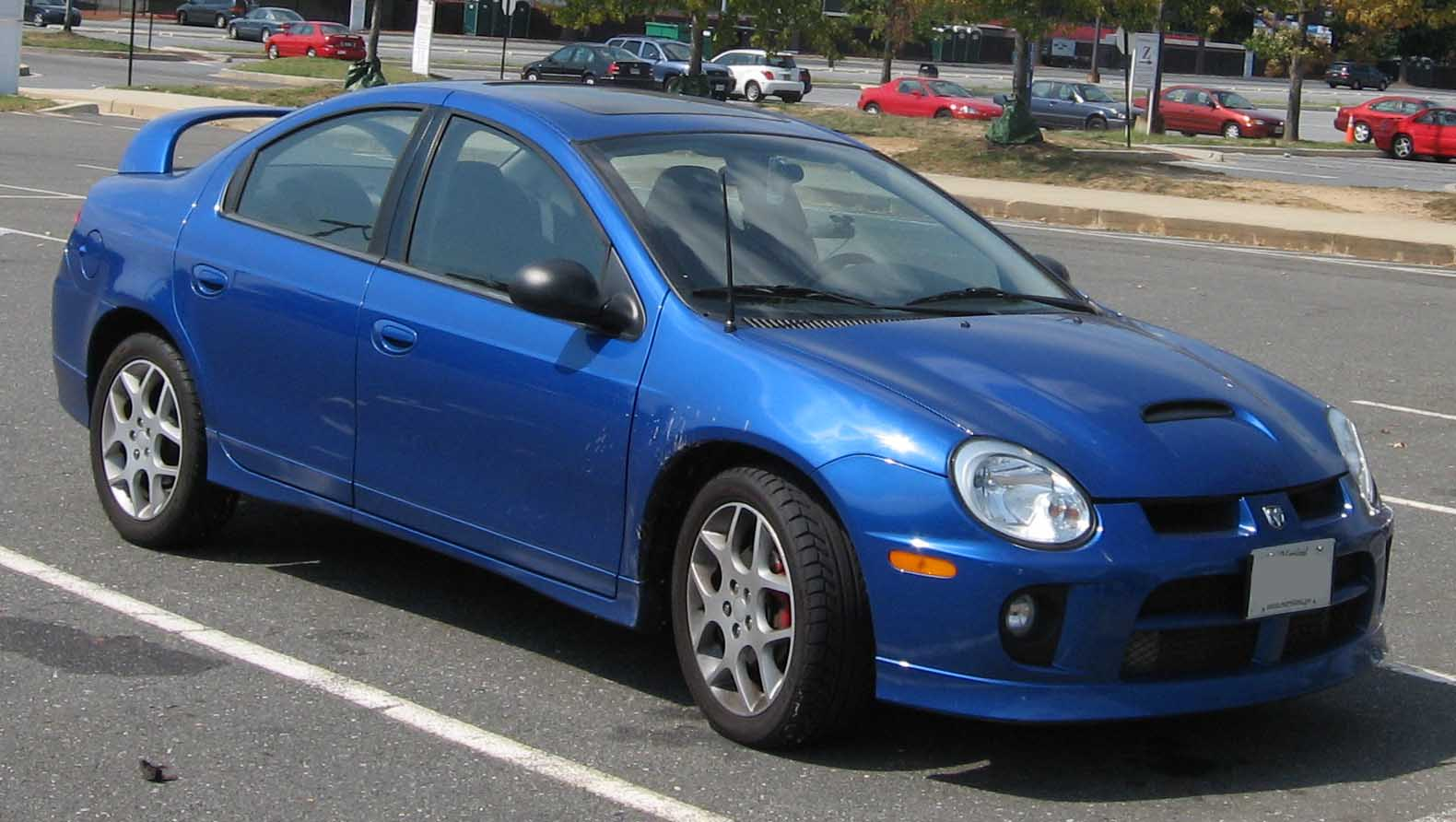
Dodge Neon SRT-4

Une version SRT-4 fut proposée au marché américain, de 2003 à 2005.

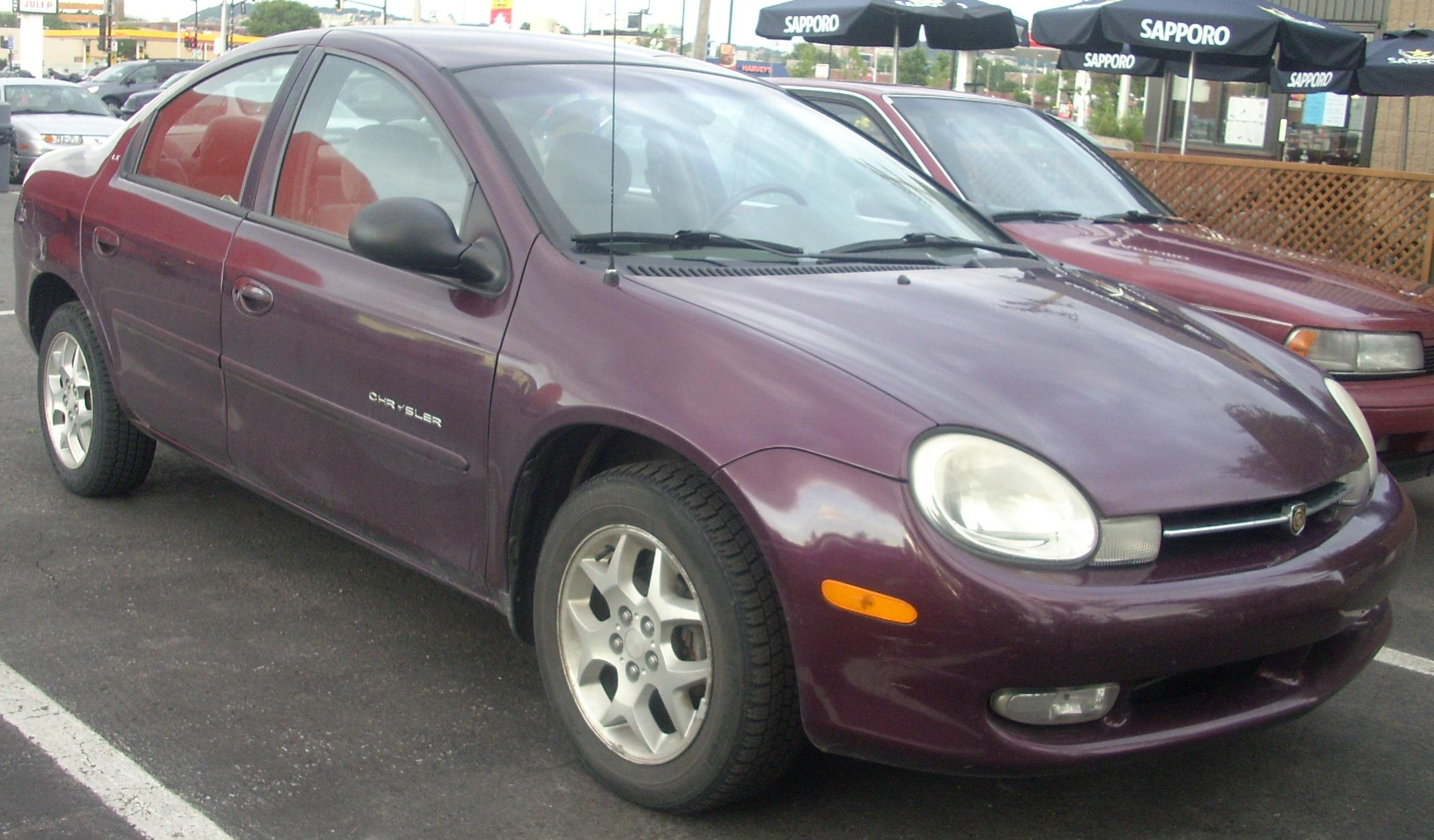
Chrysler Neon II
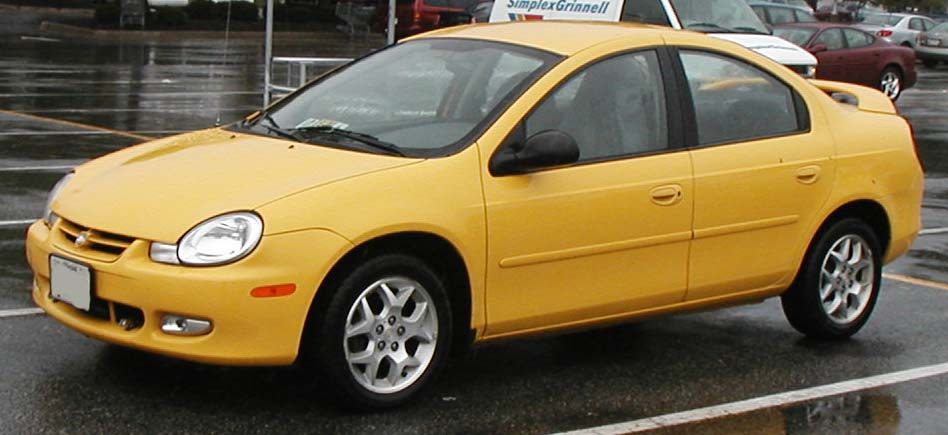
Dodge Neon II
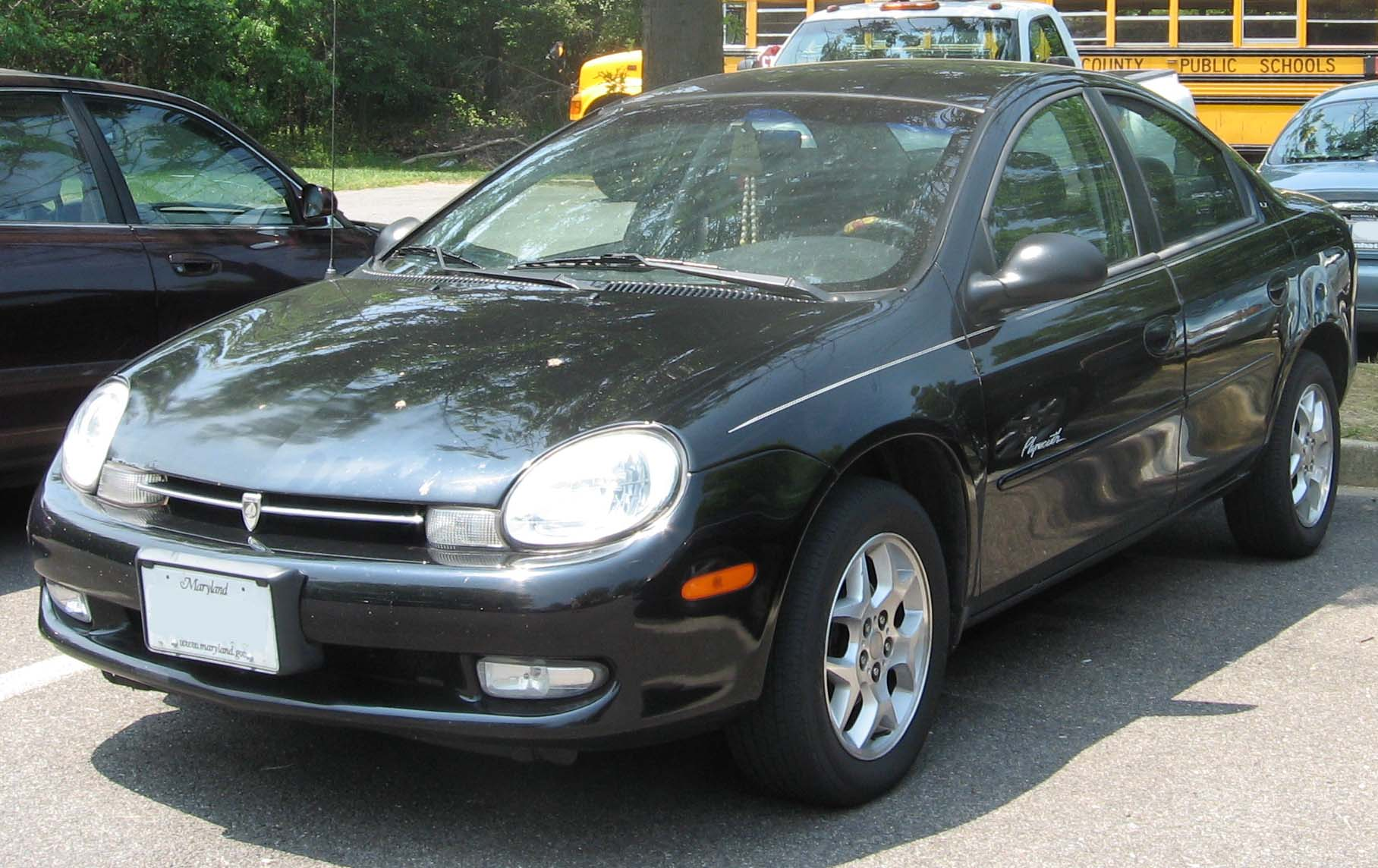
Plymouth Neon II
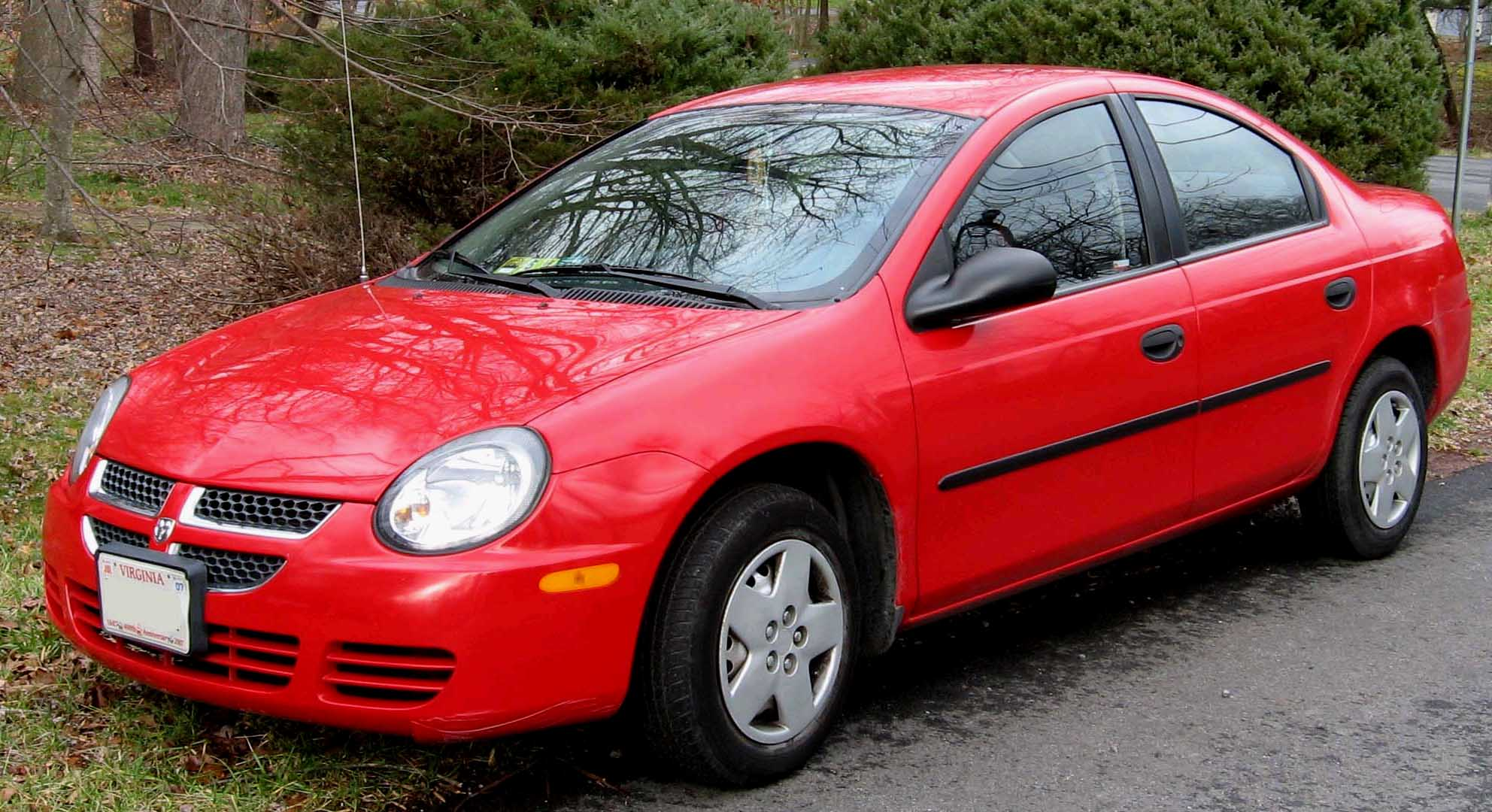
Dodge Neon II phase II

## Troisième génération (2017-2021)

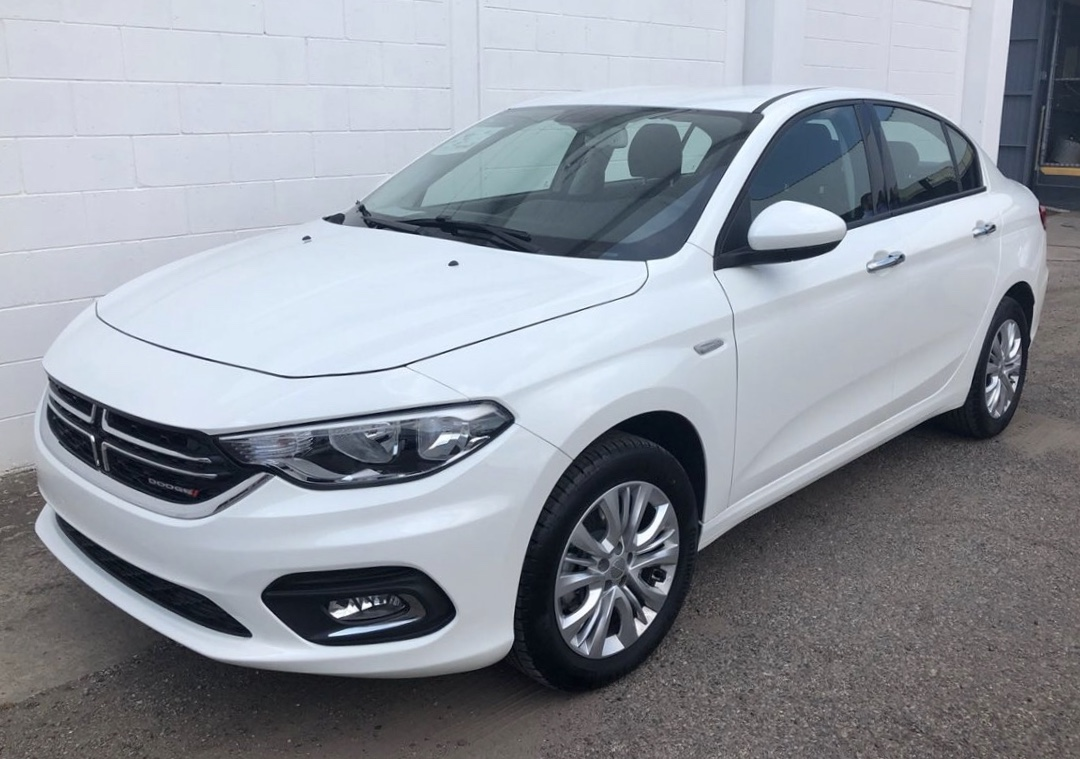
Fiat Tipo/Dodge Neon (2018).

Quasiment onze ans après l'arrêt de la fabrication de la Dodge Neon, le 23 septembre 2005, où le dernier exemplaire quitte l'usine de Belvidere, FCA décide de relancer la voiture qui a connu un gros succès avec sa nouvelle compacte italo-turque, la Fiat Tipo, en ne lui apportant que quelques légères modifications comme la calandre qui intègre la traditionnelle croix caractéristique de Dodge. La voiture n’est disponible, dans un premier temps, comme modèle 2017, que pour le marché mexicain avec trois niveaux de finition : SE, SXT et SXT+. La Neon de troisième génération succède à la Dodge Dart dans la gamme Dodge. Elle n'est plus importée de Turquie depuis la fin d'année 2021.